# Proasellus exiguus
Proasellus exiguus is een pissebed uit de familie Asellidae. De wetenschappelijke naam van de soort is voor het eerst geldig gepubliceerd in 1983 door Afonso.